# Neuheim (Lohmar)
Neuheim ist eine Einzelsiedlung in Lohmar im Rhein-Sieg-Kreis in Nordrhein-Westfalen.

## Geografie
Neuheim liegt im Nordosten Lohmars. Umliegende Ortschaften, Weiler und Gehöfte sind Kuckenbach im Norden, Ingersauel im Süden, Heide und Höffen im Westen, Unterstesiefen und Saal im Nordwesten.

## Gewässer
Im Osten fließt der Naafbach, ein orographisch linker Nebenfluss der Agger, an Neuheim vorbei. Im Nordwesten Neuheims entspringt ein namenloser, orographisch rechter Nebenfluss des Naafbachs.

## Sehenswürdigkeiten
Neuheim liegt im Naturschutzgebiet Naafbachtal.

## Verkehr
Neuheim liegt an der K 16.